# Батово (Болгария)
Батово (болг. Батово) — село в Болгарии. Находится в Добричской области, входит в общину Добричка. Население составляет 646 человек.

## Политическая ситуация
В местном кметстве Батово, в состав которого входит Батово, должность кмета (старосты) исполняет Христо Иванов Бычваров (Болгарская социалистическая партия (БСП)) по результатам выборов.
Кмет (мэр) общины Добричка — Петко Йорданов Петков (Болгарская социалистическая партия (БСП)) по результатам выборов.